# Kumonga (geslacht)
Kumonga is een geslacht van kreeftachtigen uit de klasse van de Remipedia (ladderkreeftjes).

## Soort
- Kumonga exleyi (Yager & Humphreys, 1996)